# Президентський день
Кожен третій понеділок лютого в США святкується «Президентський день» (англ. Presidents' Day, Washington's Birthday — «Президентський день», «День народження Вашингтона»), присвячений посаді Президента Сполучених Штатів Америки. Традиційно свято приурочене до дня народження Джорджа Вашингтона.

## Історія
З 1880 року відзначався 22 лютого як день народження Джорджа Вашингтона — героя Війни за незалежність і першого президента Сполучених Штатів. Крім цього, в більшості штатів свято відзначалося 12 лютого — в день народження Авраама Лінкольна, який був президентом у період Громадянської війни 1861—1865 рр..
У 1970-ті роки Конгрес оголосив про заснування єдиного свята на честь усіх колишніх президентів США. День президентів наголошується в третій понеділок лютого. Втім, у багатьох штатах це свято, як і раніше, відоме як день народження Джорджа Вашингтона.

## Проведення
У цей день в американських школах проходить урок присвячений історії Президентів Сполучених Штатів, особливо Вашингтону і Лінкольну. Сьогодні це свято відоме так само як день розпродажів.